# Abbey Bridge (East Lothian)
Die Abbey Bridge ist eine Straßenbrücke in der schottischen Stadt Haddington in der Council Area East Lothian. 1971 wurde das Bauwerk in die schottischen Denkmallisten in der höchsten Kategorie A aufgenommen. Der Brückenname geht auf die heute verfallene, nahegelegene Zisterzienserabtei zurück. Eine ehemalige Einstufung als Scheduled Monument wurde im Jahre 2000 aufgehoben.

## Beschreibung
Die Abbey Bridge wurde wahrscheinlich im 16. Jahrhundert errichtet. Ein Bau bereits im 15. Jahrhundert erscheint unwahrscheinlich. Die Jahresangabe 1870 auf einer Plakette zeigt die Restaurierung in diesem Jahr an.
Der 39,9 m lange und 4,9 m breite Mauerwerksviadukt liegt am Ostrand von Haddington. Er besitzt drei Bögen, von denen heute nur noch der südliche den Tyne überspannt, während die beiden nördlichen an Land stehen. Das Mauerwerk der Bogenbrücke besteht aus roten Sandsteinquadern unterschiedlicher Größe, die zu einem Schichtenmauerwerk verbaut wurden.
Die Bögen mit Stützweiten von 11,2 m sind ungewöhnlicherweise als Spitzbögen gearbeitet. Zum Bau wurden je Bogen zunächst fünf Gratbögen aufgerichtet, die dann übermauert wurden. Diese sind heute noch als Profilierung der Laibung deutlich zu erkennen. Die Pfeiler sind mit dreieckig hervortretenden Eisbrechern ausgestattet. Beidseitig begrenzen gemauerte Brüstungen die Fahrbahn. An der Westseite ist diese auf Kragsteinen gelagert und tritt leicht hervor. Dies könnte auf eine Erweiterung der Fahrbahn im Laufe der Jahrhunderte hindeuten.